# Nymphalis obscura
Nymphalis obscura är en fjärilsart som beskrevs av Cockerell 1876. Nymphalis obscura ingår i släktet Nymphalis och familjen praktfjärilar. Inga underarter finns listade i Catalogue of Life.